# Grabowno Wielkie (gromada)
Grabowno Wielkie – dawna gromada, czyli najmniejsza jednostka podziału terytorialnego Polskiej Rzeczypospolitej Ludowej w latach 1954–1972.
Gromady, z gromadzkimi radami narodowymi (GRN) jako organami władzy najniższego stopnia na wsi, funkcjonowały od reformy reorganizującej administrację wiejską przeprowadzonej jesienią 1954 do momentu ich zniesienia z dniem 1 stycznia 1973, tym samym wypierając organizację gminną w latach 1954–1972.
Gromadę Grabowno Wielkie z siedzibą GRN w Grabownie Wielkim utworzono – jako jedną z 8759 gromad na obszarze Polski – w powiecie oleśnickim w woj. wrocławskim, na mocy uchwały nr 23/54 WRN we Wrocławiu z dnia 2 października 1954. W skład jednostki weszły obszary dotychczasowych gromad Grabowno Wielkie, Białe Błoto, Bartków, Bukowinka i Malerzów ze zniesionej gminy Dobroszyce w tymże powiecie oraz Grabowno Małe ze zniesionej gminy Czeszów w powiecie trzebnickim w tymże województwie. Dla gromady ustalono 23 członków gromadzkiej rady narodowej. 
1 stycznia 1960 do gromady Grabowno Wielkie włączono wsie Sosnówka i Drogoszowice ze zniesionej gromady Brzezinka w tymże powiecie.
Gromada przetrwała do końca 1972 roku, czyli do kolejnej reformy gminnej.